# Paul Fearing
Paul Fearing (* 28. Februar 1762 in Wareham, Plymouth County, Province of Massachusetts Bay; † 21. August 1822 in Marietta, Ohio) war ein US-amerikanischer Politiker der Föderalistischen Partei. Von 1801 bis 1803 war er Delegierter des Nordwestterritoriums im Repräsentantenhaus der Vereinigten Staaten.

## Leben
Paul Fearing wurde in Wareham im Bundesstaat Massachusetts geboren. 1785 schloss er sein Jura-Studium an der Harvard University ab, 1787 wurde er als Rechtsanwalt zugelassen. Im Mai 1788 zog er nach Fort Hamar, heute ein Teil von Marietta, in das Nordwestterritorium. Dort eröffnete er eine Anwaltskanzlei, er war der erste Rechtsanwalt im damaligen Nordwestterritorium. 1797 wurde er zum Nachlassrichter ernannt. Von 1799 bis 1801 war er Mitglied des territorialen Parlaments.
Von 1801 bis 1803 war er Delegierter des Nordwestterritoriums im US-Repräsentantenhaus. Bei den Kongresswahlen 1802 ließ er sich nicht mehr zur Wahl aufstellen. Er nahm seine Tätigkeit als Anwalt wieder auf und war ebenso im Obst- und Viehzuchtgeschäft tätig. Fearing war bis zu seinem Tod 1822 noch in verschiedenen juristischen Positionen tätig. Er starb in Marietta und wurde auf dem Harmer Cemetery beigesetzt.